# Władysław Łubieński (wojskowy)
Władysław Łubieński (ur. 8 lipca 1898 w Chersoniu, zm. 29 listopada 1965 w Łodzi) – kapitan broni pancernych Wojska Polskiego, działacz niepodległościowy, kawaler Orderu Virtuti Militari.

## Życiorys
Urodził się 8 lipca 1898 w Chersoniu, ówczesnej stolicy guberni chersońskiej, w rodzinie Napoleona i Aleksandry z Żółkiewskich. W 1917 ukończył ośmioklasowe gimnazjum filologiczne w Chersoniu. W 1918 w Odessie rozpoczął studia na wydziale mechanicznym tamtejszej politechniki. W październiku tego roku wstąpił do 4 Dywizji Strzelców Polskich.
Na stopień kapitana został mianowany ze starszeństwem z 1 stycznia 1936 i 71. lokatą w korpusie oficerów artylerii. W 1937, w tym samym stopniu i starszeństwie, został przeniesiony do nowo utworzonego korpusu oficerów broni pancernych (grupa liniowa). Pełnił służbę w 7 batalionie pancernym w Grodnie na stanowisku dowódcy wydzielonej kompanii czołgów w garnizonie Wilno.
W kampanii wrześniowej 1939 walczył jako dowódca 33 dywizjonu pancernego. 5 października 1939 dostał się do niewoli niemieckiej i został osadzony w Oflagu VII A Murnau. W 1947 wrócił do kraju. Zmarł 29 listopada 1965 w Łodzi.

## Ordery i odznaczenia
- Krzyż Srebrny Orderu Wojskowego Virtuti Militari nr 3257[1]
- Krzyż Niepodległości – 3 maja 1932 „za pracę w dziele odzyskania niepodległości”[11]
- Krzyż Walecznych trzykrotnie[4]
- Srebrny Krzyż Zasługi – 1938 „za zasługi w służbie wojskowej”[3][4]
- Krzyż na Śląskiej Wstędze Waleczności i Zasługi[1]
- Medal Pamiątkowy za Wojnę 1918–1921[1]
- Medal Dziesięciolecia Odzyskanej Niepodległości[1]

## Twórczość
- Zarys historji wojennej 4-go dywizjonu artylerii konnej, Warszawa 1929.